# 馬修·奧福德

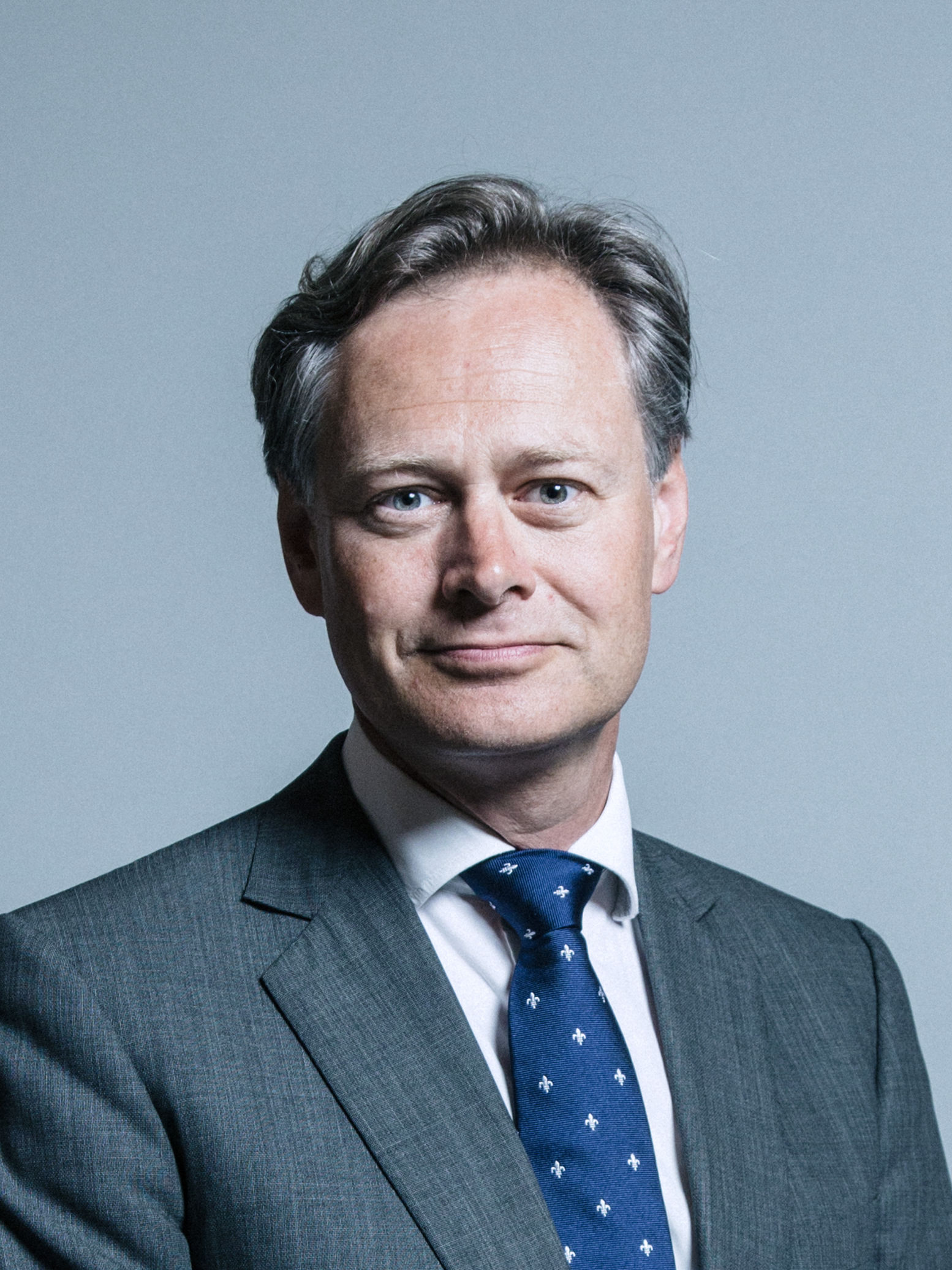

馬修·奧福德（1969年9月3日—）是一位英國政治人物，他的黨籍是保守黨。自2010年開始，他擔任亨登選區選出的英國下議院議員。他畢業於倫敦國王學院。